# Секерія
Секерія (рум. Secăria) — комуна у повіті Прахова в Румунії. До складу комуни входить єдине село Секерія.
Комуна розташована на відстані 98 км на північ від Бухареста, 46 км на північний захід від Плоєшті, 42 км на південь від Брашова.

## Населення
За даними перепису населення 2002 року у комуні проживали 1362 особи, усі — румуни. Усі жителі комуни рідною мовою назвали румунську. За віросповіданням усі жителі комуни — православні.

## Зовнішні посилання
- Дані про комуну Секерія на сайті Ghidul Primăriilor [Архівовано 24 вересня 2009 у Wayback Machine.]